# Luka Ašćerić
Luka Ašćerić (* 10. Jänner 1997 in Sankt Pölten) ist ein österreichisch-serbisch-französischer Basketballspieler.

## Laufbahn
Der Sohn von Neno Ašćerić verfügt über die Staatsbürgerschaften Österreichs, Serbiens und Frankreichs. Er wuchs in diesen drei Ländern auf. 2014 wechselte er von den Vienna D.C. Timberwolves zu Arkadia Traiskirchen. Während des Spieljahres 2014/15 bestritt er 14 Partien für die Niederösterreicher in der Bundesliga.
Zur Saison 2015/16 wechselte der 2,01 Meter große Aufbauspieler zum französischen Zweitligisten Lille Metropole Basket, wo er von seinem Vater trainiert wurde. Im Sommer 2017 wurde er vom französischen Erstligaverein Hyères Toulon Var Basket verpflichtet. In 26 Saisonspielen erzielte er für HTV im Schnitt 3,3 Punkte, ehe er im Frühjahr 2018 zu BC Mega Bemax Sremska Mitrovica (erste serbische Liga) wechselte.
In der Sommerpause 2020 wurde er vom französischen Erstligisten JL Bourg Basket verpflichtet. Er kam in der Saison 2020/21 auf 5,9 Punkte je Begegnung (33 Ligaeinsätze). 2021 wechselte er nach Polen zu Śląsk Wrocław. Wegen einer Fersenverletzung, die ihn einige Wochen zur Pause zwang, trennte sich Śląsk noch in der Vorbereitung auf die Saison 2021/22 wieder von ihm. Er unterzog sich einer Operation, nach der Genesung schloss er sich zur Saison 2022/23 dem französischen Zweitligisten ALM Évreux Basket Eure an und wurde damit Mitglied der von seinem Vater als Trainer betreuten Mannschaft.
Im Sommer 2023 nahm Ašćerić ein Angebot des serbischen Vereins KK FMP Belgrad an. Er spielte bis Januar 2024 für die Mannschaft und wurde noch im selben Monat von KK Vojvodina Novi Sad verpflichtet.

### Nationalmannschaft
Im Sommer 2019 wurde er erstmals in Österreichs Herrennationalmannschaft berufen. Im Februar 2020 erhielt er dann eine Einladung zur serbischen Auswahl.